# Netherland-America Foundation
De Netherland-America Foundation ondersteunt de bilaterale betrekkingen tussen de Verenigde Staten van Amerika en Nederland. Deze Foundation (vergelijkbaar met een Stichting) werd opgericht in 1921. Twee van de oprichters waren Franklin D. Roosevelt, die later president werd van de Verenigde Staten, en Thomas J. Watson, die later IBM zou oprichten.
Tegenwoordig (2009) zijn de beschermvrouw en beschermheer twee leden van het Koninklijk Huis, prinses Margriet der Nederlanden en Mr. Pieter van Vollenhoven. Zij nemen altijd deel aan het Peter Stuyvesant ball, het jaarlijkse galafeest van de vereniging in New York. 
Het doel van de Foundation is het ondersteunen van uitwisselingsprogramma's tussen de twee landen op het gebied van onderwijs, kleinkunst, wetenschappen, etc. Hiertoe worden beurzen beschikbaar gesteld, bijvoorbeeld Fulbright beurzen en andere financiële ondersteuning.